# بلك بن بهرام
بلك بن بهرام بن أرتق قائد مسلم تركماني كان والياً على مدينة خرتبرت. سطع نجمه أيام حروب الفرنجة.

## وفاته
لقي بلك بن بهرام مصرعه في ساحة المعركة عند حصار منبج عام 1124، وقد أتاه سهمٌ غربٌ، فكان فيه قضاؤه، وذلك عام خمسمائة وثمانية عشر من الهجرة.

## وصلات خارجية
- (فيديو): عن شخصية بلك بن بهرام
- بلك بن بهرام.. صائد الملوك
- بلك بن بهرام بن أرتق